# Lepidium cyclocarpum
Lepidium cyclocarpum är en korsblommig växtart som beskrevs av Albert Thellung. Lepidium cyclocarpum ingår i släktet krassingar, och familjen korsblommiga växter. Inga underarter finns listade i Catalogue of Life.